# Freistroff
Freistroff é uma comuna francesa na região administrativa de Grande Leste, no departamento de Mosela. Estende-se por uma área de 14,67 km². Em 2010 a comuna tinha 1 061 habitantes (densidade: 72,3 hab./km²).